# Waldemar Kamer
Pour les articles homonymes, voir Kamer.
Waldemar Kamer (né à Enschede, Pays-Bas, le 6 janvier 1966) est un acteur, écrivain, journaliste et metteur en scène allemand et néerlandais vivant à Paris. 

## Enfance
Kamer naît à Enschede aux Pays-Bas d’une mère allemande, harpiste dans l’orchestre de l’opéra. Son père devient en 1966 le correspondant de l’hebdomadaire allemand Der Spiegel à Bruxelles, où Waldemar passe son enfance et va à l'Ecole Européenne à Uccle.

## Études
Depuis 1984 il habite à Paris, où il étudie l’histoire de l’art à la Sorbonne. Il écrit une maîtrise sur le metteur en scène Peter Brook et suit les cours d’art dramatique de Danièle Ajoret et de Jean Périmony. De 1990 à 1994, il est assistant de mise en scène de Ursel et Karl-Ernst Herrmann à La Monnaie à Bruxelles, au Wiener Staatsoper à Vienne et au Festival de Salzbourg.

## Théâtre et cinéma
En 1986 il interprète le rôle du poète autrichien Rainer Maria Rilke dans Immemoriam (texte & mise en scène : Anne Sicco) au Cantiere Internazionale d’Arte à Montepulciano. Puis le même poète dans Le Testament de Rilke (mise en scène : Claudine Laroche) au Théâtre Espace Privé à Bruxelles. Il joue le rôle-titre du Gardien de Nuit (texte & mise en scène : Anne Sicco) au Tacheles pendant le TransEurope Festival de Berlin et il est le journaliste du Spiegel dans Interview de Heiner Müller (mise en scène : Max Denes) au Festival de Poésie du Haut Allier.
Au cinéma il joue un soldat allemand dans Fortitude de Waris Hussein et un diplomate américain dans Jefferson à Paris de James Ivory.

## Mises en scène d’opéra
Depuis 1996 il a mis en scène : 
- Orfeo ed Euridice de Christoph Willibald Gluck au Nationale Reisopera des Pays-Bas et au Grand Théâtre de Bordeaux.
- La sonnambula de Vincenzo Bellini à Lausanne, Lisbonne, Bordeaux, Côme, Crémone, Pavie et Avignon.
- Aida de Giuseppe Verdi au Nationale Reisopera des Pays-Bas.
- Cendrillon de Jules Massenet à Chemnitz.
- Marianne d’Édouard Lacamp à Saint-Étienne.

## Concerts et conférences
Kamer organise des concerts et des conférences qui jettent des ponts entre les différentes cultures :
- Jérusalem, poésie de paix et harpe à Bruxelles.
- Goethe et la France à Heidelberg.
- Au-delà des images à Anvers.
- De Hadewich à Maître Eckhart à Molsheim.
- Lucien Bonaparte et la musique à Ajaccio.

Depuis 2010 il est le conseiller musical du Palais Fesch à Ajaccio.
Dans le même esprit il donne depuis 2015 des concerts en tant que baryton et récitant, e.a.
- La figure du Wanderer chez Schubert et Chevaliers et revenants du Moyen Âge au château de Béhéricourt.
- L’ascension du Mont Ventoux de Pétrarque et Hommage à Marguerite de Rochegude dans la Chapelle de la Madeleine de Bédoin.
- Monsieur Perronneau en lettres et en notes de musique au Musée des Beaux-Arts d’Orléans.

## Journalisme
Depuis 1991, il est le correspondant à Paris de la revue d’art néerlandaise Tableau Fine Arts Magazine. Il travaille pour la radio allemande, flamande et française (Bayerischer Rundfunk, VRT et Radio France internationale) et les quotidiens allemands Berliner Morgenpost, Hamburger Abendblatt et Saarbrücker Zeitung. Il écrit dans l’hebdomadaire allemand Focus et dans divers magazines d’opéra et de théâtre. Depuis 2013, il est le correspondant en France et le coordinateur France et Benelux du magazine Der Neue Merker à Vienne, également du Online Merker et du Opernfreund. Il réalise des films documentaires pour Arte.